# Marquês de Anglesey

Brasão de Armas dos Marqueses de Anglesey.

Marquês de Anglesey é um título do Pariato do Reino Unido. Foi criado em 1815 para Henry Paget, 2.º Conde de Uxbridge, um herói da Batalha de Waterloo, segundo em comando depois do Duque de Wellington. O Marquês detém os títulos subsidiários de Conde de Uxbridge, no Condado de Middlesex, no Pariato da Grã-Bretanha (1784), Barão Paget, de Beaudesert, no Pariato da Inglaterra (1553). Ele também é um baronete irlandês de Plas Newydd, no Condado de Anglesey, e de Mount Bagenall, no Condado de Louth.
O 8.º Marquês carregou o estandarte do País de Gales na coroação de 2023. 
A sede da família agora é Plas Newydd, em Llanddaniel Fab, Anglesey. Os marqueses mais recentes estão enterrados na Igreja de St Edwen, em Llanedwen, construída e mantida pelo Marquês. A antiga sede da família era Beaudesert, perto de Cannock Chase, Staffordshire.

## História da família 1553–1815
A família Paget  descende de Sir William Paget, um conselheiro próximo de Henrique VIII, que em 1553 foi convocado para o Parlamento como Lord Paget de Beaudesert . Seu filho mais novo, o terceiro barão, era um oponente católico de Elizabeth I. Em 1589, ele foi agredido e seu título perdido. Entretanto, seu filho, o quarto barão, foi restaurado ao título em 1604. Ao contrário de seu pai, ele era um protestante proeminente. Ele foi sucedido por seu filho, o quinto barão. Ele foi Lorde Tenente de Buckinghamshire para os parlamentares entre 1641 e 1642, quando se juntou aos Realistas e foi demitido. Seu filho, o sexto barão, foi embaixador na Áustria e no Império Otomano . Após sua morte, o título passou para seu filho, o sétimo Barão. Ele já havia sido criado Barão Burton, de Burton-on-Trent, no Condado de Stafford, em 1711, antes de suceder à baronia de Paget em 1713. Em 1714, ele foi ainda mais homenageado quando foi feito Conde de Uxbridge, no Condado de Middlesex .  No entanto, o condado e a baronia de Burton foram extintos com a morte de seu neto, o segundo conde (filho de Thomas Catesby Paget, Lord Paget), em 1769. 
A baronia de Paget, que poderia ser passada através da linhagem feminina, foi transferida para seu primo Henry Bayly, que se tornou o nono barão. Ele era filho de Sir Nicholas Bayly, 2.º Baronete, de Plas Newydd, e Caroline, Lady Bayly (falecida em 1766), filha de Thomas Paget e neta do Hon. Henry Paget, segundo filho de William Paget, 5.º Barão Paget . Em 1770, Henry Bayly assumiu apenas o sobrenome e o brasão de Paget. Doze anos depois, em 1782, ele sucedeu seu pai no título de baronete, e em 1784 o condado de Uxbridge foi revivido para ele, quando foi feito conde de Uxbridge, no condado de Middlesex.  Ele foi sucedido por seu filho mais velho, o segundo conde . Ele foi um importante comandante militar que ganhou fama na Batalha de Waterloo, onde perdeu a perna . Poucas semanas após a batalha, ele foi feito Marquês de Anglesey.  

## História da família, 1815–presente
Lorde Anglesey mais tarde ocupou cargos políticos como Mestre-Geral da Artilharia e Lorde-Tenente da Irlanda . Ele foi sucedido por seu filho mais velho do primeiro casamento, o segundo Marquês. Ele serviu como Lord Chamberlain da Casa Real sob o comando de Lorde Melbourne entre 1839 e 1841. Seu único filho do primeiro casamento, o terceiro marquês, representou Staffordshire South no Parlamento. Ele não tinha filhos e foi sucedido por seu meio-irmão, o quarto marquês. Ele ocupou o cargo honorário de vice-almirante de North Wales e West Carmarthen. Seu filho, o quinto marquês, ficou conhecido por desperdiçar sua herança em uma vida social luxuosa e acumular dívidas enormes. Em 1904 ele foi declarado falido. Ele morreu no ano seguinte com apenas 29 anos e foi sucedido por seu primo, o sexto marquês. Ele era filho de Lord Alexander Paget, terceiro filho do segundo Marquês. Ele era um soldado e cortesão. Ele foi sucedido por seu único filho, o sétimo marquês, que o sucedeu em 1947 e que era um autor e historiador.  O sétimo marquês morreu em 2013 e foi sucedido por seu filho Charles Alexander Vaughan Paget, 8º marquês de Anglesey (nascido em 13 de novembro de 1950).   Ele foi educado no Eton and Exeter College, Oxford (graduando-se em MA ) e na Universidade de Sussex ( D.Phil. ). Sua mãe é a escritora Shirley Paget, Marquesa de Anglesey, nascida Morgan.  Em 1986, ele se casou com Georgeanne Elizabeth Elliott Downes; eles se divorciaram em 2011.  Eles têm um filho, Benedict Dashiell Thomas Paget, Conde de Uxbridge, nascido em 1986, o herdeiro aparente, e uma filha, Clara Paget, nascida em 1988, que é modelo e atriz. Em 13 de junho de 2015, o 8º Marquês casou-se pela segunda vez em Mayfair com Susan Blanche Louise de Paolis (nascida Sigmund), ex-esposa de Pietro de Paolis. 

## Bayly, mais tarde Baronete Paget
O título de Bayly, mais tarde Baronete de Paget, de Plas Newydd no Condado de Anglesey e de Mount Bagenall no Condado de Louth, foi criado no Baronete da Irlanda em 1730 para Edward Bayly, que anteriormente havia representado Newry na Câmara dos Comuns da Irlanda . Em 1712, ele herdou propriedades substanciais em Anglesey, incluindo Plas Newydd, ainda a residência principal da família, de um primo, Nicholas Bagenall. Ele foi sucedido por seu filho, o segundo baronete. Ele representou Anglesey na Câmara dos Comuns Britânica. Seu filho foi o já mencionado terceiro baronete, que já havia sucedido como nono barão Paget e foi criado conde de Uxbridge em 1784. 
Nota: O título de Baronete permaneceu sem ser reivindicado desde a morte, em 2013, do 7.º Marquês (16.º Baronete). 

## Outros membros da família
Vários outros membros das famílias Bayly e Paget ganharam destaque. Charles Paget, filho mais novo do primeiro barão, foi um conspirador católico romano.
O primeiro conde da criação de 1784 foi especialmente prolífico em descendentes notáveis. Seu segundo filho, William Paget, foi capitão da Marinha Real e membro do Parlamento . Seu terceiro filho, Sir Arthur Paget, foi diplomata e político. (Seu filho Sir Augustus Berkeley Paget foi diplomata. Seu segundo filho Sir Ralph Paget também foi diplomata. Arthur Paget (1839–1924 ), filho de Stewart Paget, filho mais velho de Sir Arthur Paget, foi vice-almirante da Marinha Real).
O quarto filho do primeiro conde, Sir Edward Paget, era general do Exército. Seu quinto filho, Sir Charles Paget, foi vice-almirante da Marinha Real. Seu sexto filho, Berkeley Paget, foi membro do Parlamento por Anglesey e Milborne Port . (Ele era pai de 1 ) Frederick Paget, membro do Parlamento por Beaumaris, e 2) Leopold Paget, um coronel da Artilharia Real, cujo filho Wellesley Paget se tornou major-general da Artilharia Real.  )
O primeiro marquês também teve vários descendentes notáveis. Seu segundo filho, Lord William Paget, foi um comandante naval e político. Seu quarto filho, Lord Clarence Paget, foi um comandante naval, político e escultor. Seu quinto filho, Lord Alfred Paget, foi soldado, político e cortesão. (Ele era pai de (1) Sir Arthur Paget, um general do Exército; (2) Sydney Paget, um proprietário de cavalos de corrida; e (3) Almeric Paget, um político que foi criado Barão Queenborough em 1918 e que era pai de Dorothy Paget, uma proprietária de cavalos de corrida, e Olive Paget, uma proprietária de terras e anfitriã. ) Seu sexto filho, Lorde George Paget, foi general do Exército. Lord Alfred Paget é um descendente e foi um importante cortesão e político durante o reinado da Rainha Vitória.
Lady Adelaide Paget (1820–1890), filha do primeiro marquês, como Lady Adelaide Cadogan, foi uma autora prodigiosa, mais conhecida por seu trabalho seminal sobre peças e jogos de cartas.
Lady Caroline Paget (1913–1973), filha do sexto marquês, era uma socialite e atriz. Sua irmã Lady Rose Paget também era uma socialite.
Lady Clara Paget (nascida em 1988), filha do oitavo marquês, é uma atriz e modelo conhecida por seu papel na série de TV Black Sails.
Lewis Bayly (falecido em 1631), avô do primeiro baronete, foi bispo de Bangor. Seu filho Nicholas Bayly, pai do primeiro baronete, foi membro da Câmara dos Comuns irlandesa por Newry. O Reverendíssimo Edward Bayly, filho mais novo do primeiro baronete, foi arquidiácono de Dublin. Lambert Bayly, filho mais novo do primeiro baronete, era o pai do Reverendíssimo John Bayly, Reitor de Killaloe, que era avô de (1) Paget Bayly, um major-general do Exército, e (2) John Bayly, um general do Exército. Charles Bayly, filho mais novo do primeiro baronete, foi capitão da Marinha Real. Paget Bayly, filho mais novo do segundo baronete, também foi capitão da Marinha Real.  Nicholas Bayly, filho mais novo do segundo baronete, foi membro do Parlamento por Anglesey.
Em 1727, a cidade de Uxbridge, na Colônia de Massachusetts, recebeu o nome do Conde de Uxbridge.

## Barões Paget (1553)
- William Paget, 1.º Barão Paget (c. 1506–1563)
- Henry Paget, 2.º Barão Paget (c. 1535–1568)
- Thomas Paget, 3.º Barão Paget (c. 1540–1590) (perdido em 1589)
- William Paget, 4.º Barão Paget (1572–1628) (restaurado em 1604)
- William Paget, 5.º Barão Paget (1609–1678)
- William Paget, 6.º Barão Paget (1637–1713)
- Henry Paget, 7.º Barão Paget (1663–1743) (criado Barão Burton em 1711 e Conde de Uxbridge em 1714)

## Condes de Uxbridge, Primeira criação (1714)
- Henry Paget, 1.º Conde de Uxbridge (1663–1743)
- Henry Paget, 2.º conde de Uxbridge (1719–1769)

## Barões Paget (1553; Revertido)
- Henry Bayly, mais tarde Paget, 9.º Barão Paget (1744–1812) (criado Conde de Uxbridge em 1784)

## Condes de Uxbridge, Segunda criação (1784)
- Henry Paget, 1.º Conde de Uxbridge (1744–1812)
- Henry William Paget, 2º Conde de Uxbridge (criado Marquês de Anglesey em 1815)

## Marqueses de Anglesey (1815)
- Henry William Paget, 1.º Marquês de Anglesey (1768–1854)
- Henry Paget, 2.º Marquês de Anglesey (1797–1869)
- Henry William George Paget, 3.º Marquês de Anglesey (1821–1880)
- Henry Paget, 4.º Marquês de Anglesey (1835–1898)
- Henry Cyril Paget, 5.º Marquês de Anglesey (1875–1905)
- Charles Henry Alexander Paget, 6.º Marquês de Anglesey (1885–1947)
- George Charles Henry Victor Paget, 7.º Marquês de Anglesey (1922–2013)
- Charles Alexander Vaughan Paget, 8.º Marquês de Anglesey (nascido em 1950)

## Nobre presente
Charles Alexander Vaughan Paget, 8.º Marquês de Anglesey (nascido em 13 de novembro de 1950), um autor e artista conhecido como Alex Anglesey e Alex Uxbridge,  é filho do 7.º Marquês e sua esposa, Elizabeth Shirley Vaughan Morgan. Formalmente denominado Conde de Uxbridge desde o nascimento, ele foi educado no Eton College e no Exeter College, Oxford, onde se formou em MA, e na Universidade de Sussex, onde recebeu um D.Phil.  Em 1986, Uxbridge se casou, primeiro, com Georgeanne Elizabeth Elliott Downes, filha do Coronel JA Downes. Eles tiveram dois filhos:  
- Benedict Dashiel Thomas Paget, Conde de Uxbridge (nascido em 1986)
- Lady Clara Elizabeth Iris Paget (nascida em 1988)

Em 2015, Anglesey se casou pela segunda vez com Susan Blanche Louise de Paolis. 
Em 1999 ele morava em Plas Newydd, Llanfairpwll, Anglesey. 
Em 13 de julho de 2013, ele sucedeu seu pai como Marquês de Anglesey (1815),  Conde de Uxbridge (1784) e Lord Paget, de Beaudesert (1549), e também herdou o título de baronete de Bayly, de Placenewyd, Anglesey e Mount Bagenall, Condado de Louth (1730). 
Na coroação do rei Carlos III, ele carregou o estandarte do País de Gales. 
O herdeiro aparente é o filho do atual titular, Benedict Dashiell Thomas Paget, Conde de Uxbridge. 

## Bayly, mais tarde Baronetes Paget, de Plas Newydd (1730)]
- Sir Edward Bayly, 1.º Baronete (falecido em 1741)
- Sir Nicholas Bayly, 2.º Baronete (1709–1782)
- Sir Henry Bayly Paget, 3.º Baronete (1744–1812) (sucedeu como Barão Paget em 1769)